# 조르디 코디나
조르디 코디나 로드리게스(카탈루냐어: Jordi Codina Rodríguez, 1982년 4월 27일, 카탈루냐 지방 바르셀로나 ~)는 스페인의 전 프로 축구 선수로, 선수 시절 포지션은 골키퍼였다.

## 클럽 경력
카탈루냐 지방 바르셀로나 출신인 코디나는 2002년, 20세의 나이로 인근 에스파뇰의 유소년 아카데미를 졸업하고 레알 마드리드에 합류했다. 카를로스 산체스와 다비드 코베뇨의 방출로, 그는 2군의 주전 선수였고, 안토니오 아단이 그의 후보였으며, 키코 카시야가 그들 둘의 뒤를 맡았고, 결국 카스티야의 주장도 맡았다.
코디나는 스포르팅 히혼과의 2005-06 시즌 경기에 2부 리그 프로 첫 경기에 첫 출전했다. 2군에서 5년을 보내며, 그는 38경기 중 35경기에 나서 총 3,150분 출장 기록을 세웠다.
2007-08 시즌을 앞두고, 코디나는 이케르 카시야스와 예지 두데크를 보좌할 1군의 세 번째 골키퍼로 승격되었다. 이미 리그 우승을 확정 지은 상황에 그는 처음이자 마지막으로 구단 공식 경기에 출전했는데, 그 경기는 2008년 5월 18일, 5-2로 이긴 레반테와의 안방 경기로 90분을 소화했다.
2009년 7월 2일, 코디나는 또다른 라 리가 구단이자 같은 마드리드 연고의 헤타페로 자유 이적을 감행하였고, 그는 3년 계약을 맺어 전 카스티야 감독 미첼과 재회했다. 그는 첫 시즌과 두 번째 시즌에 아르헨티나의 오스카르 우스타리와 주전 경쟁을 계속 이어나갔다.
2015년 6월, 그는 소속 구단과의 계약 만료로 방출되었다. 같은 달 11일, 33세의 코디나는 처음으로 해외로 나가 키프로스의 APOEL과 계약하였다. 그러나 그는 공식 경기에 한 경기도 출전하지 못하면서, 2016년 1월 7일에 키프로스 1부 리그의 파포스로 6달 임대되었다.
2016년 7월 16일, 코디나는 상호 합의로 APOEL과의 계약을 해지했다. 얼마 지나지 않아, 그는 스페인으로 복귀해 2부 리그의 레우스와 1년 계약을 맺었다.

## 클럽 통계
2016년 5월 15일 기준
| 클럽            | 시즌      | 리그              | 리그 | 리그 | 컵   | 컵 | 대륙 | 대륙 | 기타 | 기타 | 합계 | 합계 |
| 클럽            | 시즌      | 단계              | 출장 | 골   | 출장 | 골 | 출장 | 골   | 출장 | 골   | 출장 | 골   |
| --------------- | --------- | ----------------- | ---- | ---- | ---- | -- | ---- | ---- | ---- | ---- | ---- | ---- |
| 레알 마드리드 B | 2002–03   | 세군다 디비시온 B | 13   | 0    | —    | —  | —    | —    | —    | —    | 13   | 0    |
| 레알 마드리드 B | 2003–04   | 세군다 디비시온 B | 15   | 0    | —    | —  | —    | —    | —    | —    | 15   | 0    |
| 레알 마드리드 B | 2004–05   | 세군다 디비시온 B | 6    | 0    | —    | —  | —    | —    | 1    | 0    | 7    | 0    |
| 레알 마드리드 B | 2005–06   | 세군다 디비시온 B | 10   | 0    | —    | —  | —    | —    | —    | —    | 10   | 0    |
| 레알 마드리드 B | 2006–07   | 세군다 디비시온 B | 35   | 0    | —    | —  | —    | —    | —    | —    | 35   | 0    |
| 레알 마드리드 B | 합계      | 합계              | 79   | 0    | —    | —  | —    | —    | 1    | 0    | 80   | 0    |
| 레알 마드리드   | 2005–06   | 라 리가           | 0    | 0    | 0    | 0  | 0    | 0    | —    | —    | 0    | 0    |
| 레알 마드리드   | 2007–08   | 라 리가           | 1    | 0    | 0    | 0  | 0    | 0    | 0    | 0    | 1    | 0    |
| 레알 마드리드   | 2008–09   | 라 리가           | 0    | 0    | 0    | 0  | 0    | 0    | 0    | 0    | 0    | 0    |
| 레알 마드리드   | 합계      | 합계              | 1    | 0    | 0    | 0  | 0    | 0    | 0    | 0    | 1    | 0    |
| 헤타페          | 2009–10   | 라 리가           | 22   | 0    | 3    | 0  | —    | —    | —    | —    | 25   | 0    |
| 헤타페          | 2010–11   | 라 리가           | 23   | 0    | 0    | 0  | 1    | 0    | —    | —    | 24   | 0    |
| 헤타페          | 2011–12   | 라 리가           | 2    | 0    | 2    | 0  | —    | —    | —    | —    | 4    | 0    |
| 헤타페          | 2012–13   | 라 리가           | 7    | 0    | 2    | 0  | —    | —    | —    | —    | 9    | 0    |
| 헤타페          | 2013–14   | 라 리가           | 9    | 0    | 4    | 0  | —    | —    | —    | —    | 13   | 0    |
| 헤타페          | 2014–15   | 라 리가           | 5    | 0    | 3    | 0  | —    | —    | —    | —    | 8    | 0    |
| 헤타페          | 합계      | 합계              | 68   | 0    | 14   | 0  | 1    | 0    | —    | —    | 83   | 0    |
| APOEL           | 2015–16   | 키프로스 1부 리그 | 0    | 0    | 0    | 0  | 0    | 0    | 0    | 0    | 0    | 0    |
| 파포스 (임대)   | 2015–16   | 키프로스 1부 리그 | 16   | 0    | 2    | 0  | —    | —    | —    | —    | 18   | 0    |
| 경력 합계       | 경력 합계 | 경력 합계         | 164  | 0    | 16   | 0  | 1    | 0    | 1    | 0    | 182  | 0    |

1. ↑  승격 플레이오프 경기 출전
2. ↑  UEFA 유로파리그 경기 출전
3. ↑  UEFA 챔피언스리그 및 UEFA 유로파리그 경기 출전
4. ↑  키프로스 슈퍼컵 경기 출전

## 수상
레알 마드리드
- 라 리가: 2007–08
- 수페르코파 데 에스파냐: 2008